# Euoplia
Euoplia is een kevergeslacht uit de familie van de boktorren (Cerambycidae). De wetenschappelijke naam van het geslacht werd voor het eerst geldig gepubliceerd in 1839 door Hope.

## Soorten
Euoplia is monotypisch en omvat slechts de volgende soort:
- Euoplia polyspila Hope, 1839